# 後件肯定
後件肯定（こうけんこうてい、英: Affirming the consequent）とは、形式的誤謬の一種。以下のような論証形式の推論をいう。
もし P ならば、Q である。
Q である。
したがって P である。
この形式は論理的に妥当でない。言い換えれば、この形式では前提が真であっても結論を導く推論の構造が正しくない。「後件肯定」の「後件」とは、大前提（条件文）の後半部分（上の場合、「Q である」）を指す。小前提は後件を肯定しているが、そこから大前提の前件（「もし P ならば」）を導くことはできない。
後件肯定は演繹としては間違った推論方法であるが、アブダクション（仮説形成）においては必須で使われる。この仮説の孕む可謬性は、仮説が静態的に固定的に示されるのではなく、遡及推論的に、試行錯誤的に、自己修正的に、動態的に示されるということで消失して行く。

## 具体例
後件肯定が妥当でないことを示すため、真の前提から明らかに偽の結論が導かれる例を以下に示す。
ある人がフォートノックス（米国連邦金塊貯蔵施設がある）を所有しているなら、その人は金持ちだ。
ビル・ゲイツは金持ちだ。
従って、ビル・ゲイツはフォートノックスを所有している。
以下の例のような場合、形式は同じでも表面上正しいように見える。
私はインフルエンザにかかっているとき、ノドが痛くなる。
今、私はノドが痛い。
だから私はインフルエンザにかかっている。
もちろん、ノドが痛くなる病気はインフルエンザだけではない。従って、これは誤謬である。
ことわざでは、
英雄、色を好む
彼は色を好む
だから彼は英雄である。
表面上正しく見えても、ベン図に書き表してみると偽であることが分かる。
常識でおかしいことがわかる例としては、
人間は哺乳類である。クジラは哺乳類である。よって、人間はクジラである。
が挙げられる。
上記の例がすべて間違っていることは明らかだが、人間の目を簡単に欺く後件肯定の具体的な例はたくさんある。たとえば、次のようになる：
　  米国での暴力犯罪の大部分は年収が3万ドル未満の男性が犯した。
　  したがって、年収が3万ドル未満の男性であれば、
　  彼は暴力犯罪者である可能性が高い。
という日常的な推論も、後件肯定の誤謬の例である。
したがって、後件肯定などの誤謬に精通していないと、日常的に間違った判断をする可能性がある。

## 関連する論証形式
以下の例は後件肯定ではない正しい推論形式であるが、混同されやすい（大前提が条件文ではなく同値である場合）。
P であるときだけ Q である。
Q である。
従って P である。
例えば、次のようになる。
彼は中にいないときだけ、外にいる。
彼は外にいる。
従って、彼は中にいない。
ただし、これは一種の論点先取である。